# Monster dog - Il signore dei cani
Monster dog - Il signore dei cani è un film del 1984, diretto da Claudio Fragasso ed interpretato da Alice Cooper e Victoria Vera.

## Trama
La rockstar Vincent Raven, insieme con la propria compagna e con un gruppo di ballerini, si reca nella fatiscente villa dei suoi defunti genitori per girare un videoclip. Una volta giunto a destinazione, dovrà fare i conti con alcune misteriose uccisioni e un'antica maledizione di famiglia. A rendere più sgradevole il già movimentato soggiorno giungerà persino una banda di teppisti motorizzati, che costringerà Vincent a improvvisarsi giustiziere per salvare la propria vita e quella dell'amata.

## Produzione

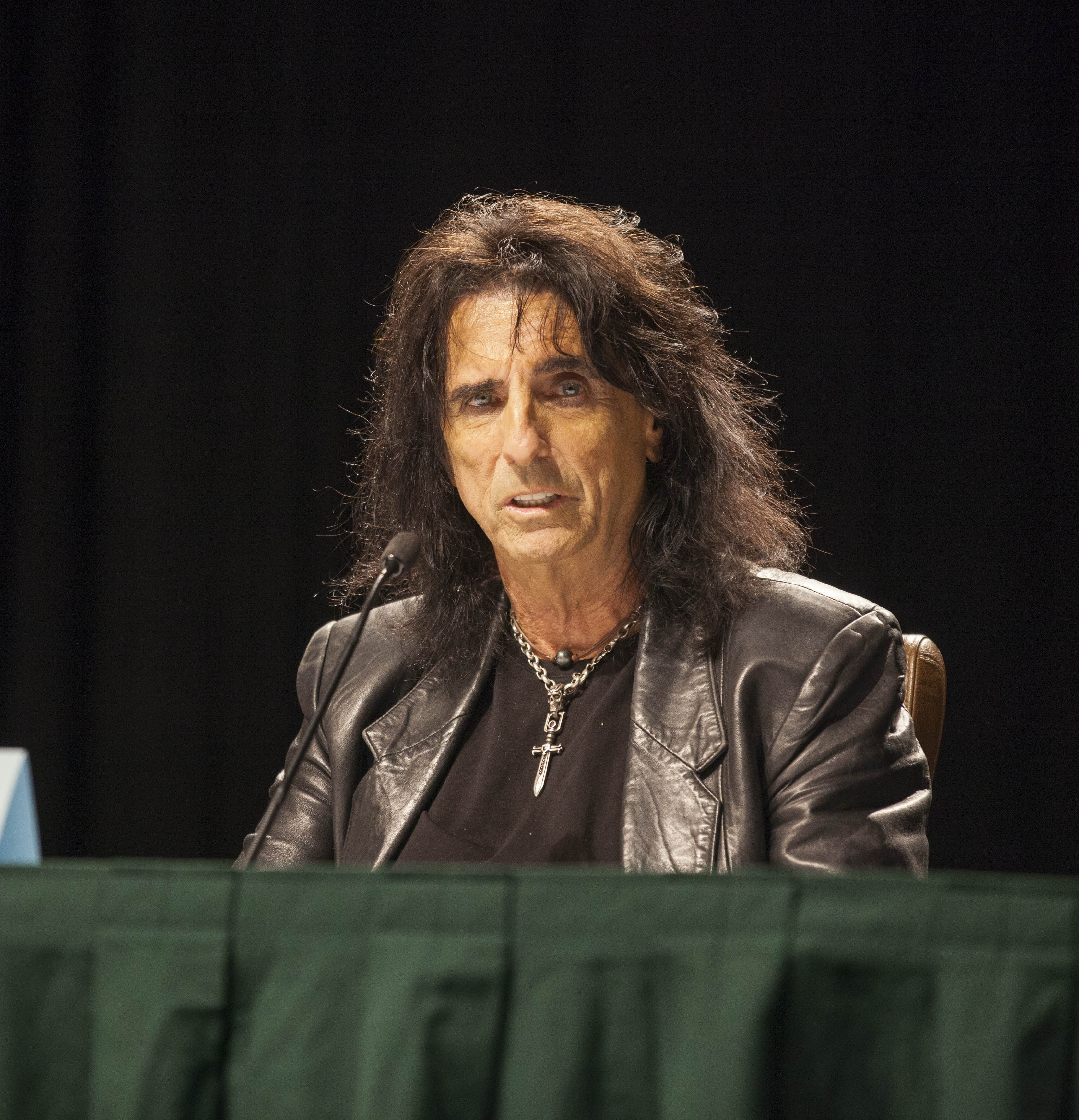
La rockstar Alice Cooper ha interpretato il protagonista del film.

Prima di dirigere Monster dog, Claudio Fragasso ha iniziato come sceneggiatore a metà anni settanta e negli ottanta ha spesso lavorato con Bruno Mattei in women in prison film e horror cruenti. Dopo aver co-diretto film con Mattei senza essere accreditato, si recò in Spagna per girare personalmente Monster dog - Il signore dei cani. Fragasso venne contattato dal produttore olandese Eduard Salui in seguito alla visione del film Rats - Notte di terrore, anch'esso co-diretto con Mattei. Salui suggerì di realizzare un nuovo film a tema animale da distribuire per il mercato home video, invitando Fragasso e sua moglie Rossella Drudi a scrivere una sceneggiatura influenzata da horror come Un lupo mannaro americano a Londra e L'ululato. Monster dog faceva parte di un accordo di due film con il produttore esecutivo Carlos Aured, insieme ad Alien Predators girato subito dopo.
Per il ruolo di protagonista fu scelto Alice Cooper, un musicista americano noto per il suo rapporto con l'orrore e l'immaginario macabro. Cooper ha parlato di questa esperienza in un'intervista con il quotidiano The Georgia Straight nel 1986, affermando che voleva fare un film a basso costo e squallido, e che "Mi riferirono che non sarebbe mai uscito nelle sale cinematografiche, e dissi, 'Fantastico. Giusto uno di quei film che puoi noleggiare in videoteca.' E dissero che sarebbe stato quello che sarebbe stato, quindi lo feci... Mi diedero un sacco di soldi per farlo [ride]. Penso di essere stata la parte maggiore del budget." Nel 2012 ha affermato di aver preso parte al film subito dopo aver lasciato la riabilitazione per il suo alcolismo, per vedere se era "in grado di lavorare in modo sobrio". Carlos Aured ha parlato positivamente della collaborazione con Cooper, rivelando che il musicista fece alla produzione solo due richieste: una fornitura di Coca-Cola fredde e un videoregistratore nella sua stanza per poter guardare vecchi film western. Aured ha anche dichiarato che Cooper si prese i fine settimana delle riprese per giocare a golf. L'attrice Victoria Vera ha riflettuto in seguito che il film era "misero e sgradevole, ma mi sono divertita moltissimo insieme ad Alice; è una persona davvero favolosa e divertente." Fragasso ha anche ricordato Cooper con affetto, dicendo "Ho sviluppato un buon rapporto di lavoro con Cooper... [lui] ha una passione per i film dell'orrore, e ogni notte li avremmo guardati assieme come fossimo bambini!"
Il film è stato girato in cinque settimane a Torrelodones, in Spagna. Fragasso ha affermato che gli effetti speciali causarono molti ritardi durante le riprese. Le inquadrature con effetti speciali furono girate tutte nell'ultima settimana, inclusa la realizzazione di una grande testa fantoccio per il monster dog che si ruppe durante la prima scena in cui venne utilizzata. Ciò costrinse gli sceneggiatori a riscrivere parte del copione.
Due canzoni nel film sono state composte dall'arrangiatore e compositore spagnolo Teddy Bautista. Fragasso ha dichiarato che Eduard Salui montò il film senza il suo permesso, affermando che erano stati tagliati circa 20 minuti di pellicola e che "ciò che è circolato su VHS e DVD non è il film che ho girato", sottolineando che tutte le scene che riteneva migliori furono eliminate. Fragasso e Drudi hanno rilasciato diverse affermazioni in seguito, ribadendo ancora che erano stati tagliati circa 20 minuti per rendere il ritmo della pellicola più veloce. Il film accredita quattro montatori aggiuntivi.

## Distribuzione
Nonostante Internet Movie Database e altre fonti di riferimento suggeriscono che il film è uscito in Italia nel dicembre 1984, Monster dog - Il signore dei cani non è mai stato presentato per il visto censura italiano. La pellicola è stata distribuita per la prima volta in home video negli Stati Uniti dalla Trans World Entertainment il 15 giugno 1986. In Spagna è stata distribuita nei cinema dalla Union Films S.A. il 16 agosto 1988. Ha incassato un equivalente di 128.737.53 euro per un totale di 53.438 spettatori paganti.
Le due canzoni nel film interpretate da Alice Cooper sono rimaste inedite fino al 1999, quando sono apparse nel cofanetto The Life and Crimes of Alice Cooper. Nel 2012 è stato pubblicato un singolo in vinile delle due canzoni in edizione limitata di 100 copie.